# شهرستان لو او-سن-لوران
شهرستان لو او-سن-لوران (به انگلیسی: Le Haut-Saint-Laurent Regional County Municipality) یک منطقهٔ مسکونی در کانادا است که در ناحیه مونترژی واقع شده‌است. شهرستان لو او-سن-لوران ۱٬۲۴۲٫۲۰ کیلومتر مربع مساحت و ۲۱٬۱۹۷ نفر جمعیت دارد.